# Apocephalus torulus
Apocephalus torulus är en tvåvingeart som beskrevs av Brown 2000. Apocephalus torulus ingår i släktet Apocephalus och familjen puckelflugor.
Artens utbredningsområde är Colombia. Inga underarter finns listade i Catalogue of Life.